# 謹慎
謹慎（きんしん）は、江戸時代から明治時代初期にかけて日本に存在した自由刑の一種で、一定期間外出を禁止されることである。転じて、活動をしばらく休止することをも指す。

## 概要
自宅の門戸を閉鎖し、昼間に人の出入りを禁止するもの。江戸時代に定められ差控の一種として1期につき30日間で、特に上級の武士や公家に対する刑罰として用いられていた「慎み」が元になっており、1870年の新律綱領によって士族にのみ適用される刑罰として改めて定められた。家族や雇い人以外の接見や通信を禁止するとしたもので、夜間のみ目立たないように外出が許された「慎み」より厳しかった。
刑法導入以降は刑罰としての謹慎は存在せず、団体による構成員への処分、もしくは自発的に不祥事を反省する態度を示す手段として存在する。
大日本帝国においては、陸軍懲罰令および海軍懲罰令に、謹慎の規定があった。
陸軍においては、将校および准士官、高等官および同待遇の軍属、俘虜将校等に科されるものであって、これによって勤務を停止し、住宅から外出すること、外人と接見すること等が禁じられる。日数は30日以内で、その期間内、重いものは俸給を10分の5、軽いものは10分の2を減俸される。ただし演習、教育等のために特に出場を命じられることがある。
海軍においては、准士官以上に科され、日数は60日以内で、その間、勤務は停止され、住宅内または艦船その他勤務の場所に蟄居して謹慎の意を表する。ただし演習、事変、その他やむを得ないときは勤務に服させられることがある。